# تپه و گورستان پاکو
تپه و قبرستان پاکو در شهرستان خرم‌آباد، بخش پاپی، دهستان کشور، ۵۰ متری جنوب شرقی روستای پاکو واقع شده و این اثر در تاریخ ۲۸ اسفند ۱۳۸۵ با شمارهٔ ثبت ۱۸۵۷۴ به‌عنوان یکی از آثار ملی ایران به ثبت رسیده است.